# Карл VII (Свещена Римска империя)
Вижте пояснителната страница за други личности с името Карл VII.
Карл VII Албрехт (на немски: Karl VII Albrecht von Bayern) е като Карл I курфюрст на Бавария от 1726 до 1745 г. и от 12 февруари 1742 до смъртта си на 20 януари 1745 г. император на Свещената Римска империя. Той е третият император от фамилията Вителсбахи. През 1741 – 1743 г. той е (геген-)крал на Бохемия.

## Произход и ранен живот
Роден е на 6 август 1697 г. в Брюксел, Испанска Нидерландия. Син е на курфюрст Максимилиан II Емануел (1662 – 1726) и втората му съпруга принцеса Тереза Кунегунда Собиеска от Полша (1676 – 1730), дъщеря на полския крал Ян III Собески.
През 1715 г. фамилията му се връща от Брюксел обратно в Мюнхен. През 1717 и 1718 г. Карл участва с баварска войска в поход против турците.

## Брак с Мария-Амалия
На 5 октомври 1722 г. се жени във Виена за ерцхерцогиня Мария-Амалия Хабсбург-Австрийска (1701 – 1756), дъщеря на император Йозеф I и съпругата му Вилхелмина Амалия фон Брауншвайг-Люнебург. Празненствата при връщането им в Мюнхен на 17 октомври траят до 4 ноември 1722 г. и струват 4 милиона гулдена.
Карл построява от 1734 до 1739 г. за съпругата си двореца Амалиенбург в дворцовия парк Нимфенбург. На любовницата си Йозефа Топор фрайин фон Моравитцки той подарява палат Порция. Той си дава сам титлата ерцхерцог на Австрия.

## Императорска корона
През 1736 г. Карл VII участва с войска от 8000 души на страната на Карл VI срещу турците.
С договора от Нимфенбург от 28 май 1741 г. Бавария влиза във Войната за австрийското наследство в съюз с Франция, Испания, Савоя и Прусия. Карл Алберт, комуто е обещана имперската корона, напредва към Виена. Франция подтиква баварците да нападнат Бохемия, която е много по-незащитена от Виена. Бавария превзема Прага на 26 ноември 1741 и на 12 февруари 1742 г. Карл Алберт е коронясан за император на Свещената Римска империя под името Карл VII. Коронацията е извършена в църквата „Св. Вартоломей“ (Bartholomäuskirche) във Франкфурт на Майн от брат му Клеменс Август Баварски, архиепископ на Кьолн. Междувременно, на 19 декември 1741 г., Карл Алберт е коронован в Прага за крал на Бохемия.
Два дни след императорската коронация войските на Мария Терезия, дъщеря и наследничка на император Карл VI († 1740), нахлуват в Мюнхен. Император Карл VII трябва да се откаже от земите на Хабсбургите, но губи и своята страна. Така той живее в изгнание във Франкфурт. Мария Тереза предлага на Карл VII Ница и Сицилия в замяна за императорската титла и Бавария, но Англия поставя вето и Бавария остава в ръцете на Вителсбахите. Спасява го само новият съюз (Франкфуртска уния), сключена на 5 юни 1744 година с Фридрих II, влиза в Чехия и започва Втората силезийска война.
Държавните задължения на курфюрството по време на неговото управление се увеличават на 35 милиона гулдена.
На 23 ноември 1744 г. Карл VII се връща в Мюнхен и умира на 20 януари 1745 г. Причината за смъртта му е гихт. Той е погребан в Театинската църква в Мюнхен. Георг Филип Телеман пише траурната музика за погребението.

## Деца
Император Карл VII и Мария-Амалия Хабсбург-Австрийска имат седем деца:
- Максмилиана Мария (*/† 1723)
- Мария Антония Баварска (1724 – 1780), ∞ 1747 курфюрст Фридрих Христиан от Саксония
- Терезия Бенедикта Баварска (1725 – 1743)
- Максимилиан III Йозеф (1727 – 1777), курфюрст на Бавария, ∞ 1747 принцеса Мария Анна София от Саксония (1728 – 1797)
- Йозеф Лудвиг (1728 – 1733)
- Мария Анна Баварска (1734 – 1776), ∞ 1755 маркграф Лудвиг Георг Симперт фон Баден-Баден (1702 – 1761)
- Мария-Йозефа Баварска (1739 – 1767), ∞ 1765 император Йозеф II (1741 – 1790)

От връзката му със София Каролина фон Ингелхайм той има един син:
- Франц Лудвиг фон Холнщайн (1723 – 1780), ∞ Анна Мария от Льовенфелд (1735 – 1783), дъщеря на Кьолнския архиепископ Клеменс Август Баварски